# 锁模技术
锁模（mode locking）是光学里一种用于产生极短时间激光脉冲的技术，脉冲的长度通常在皮秒（10-12秒）甚至飞秒（10-15秒）。
该技术的理论基础是在激光共振腔中的不同模式间引入固定的相位关系，这样产生的激光被称为锁相激光或锁模激光。这些模式之间的干涉会使激光产生一系列的脉冲。根据激光的性质，这些脉冲可能会有极短的持续时间，甚至可以达到飞秒的量级。

## 激光腔模式

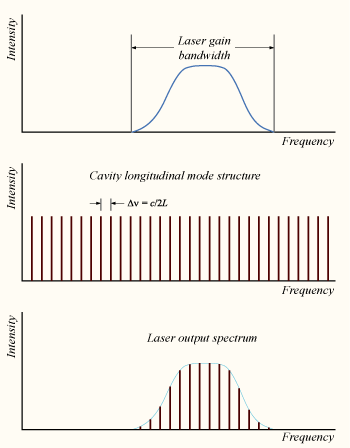
激光模结构。

尽管激光被称为最纯色的光，它仍然不是一种具有单一频率或波长的光。所有激光器产生的激光都有自己的带宽，也就是频率范围。工作中的激光带宽主要由产生激光的增益介质决定，而可以产生激光的频率范围也被称作增益带宽。例如，典型的氦氖气体激光器的增益带宽为1.5吉赫，亦即中心波长633纳米，波长范围仅0.002纳米，而钛掺杂蓝宝石固体激光器的带宽为128太赫，亦即中心波长800nm，波长范围300nm。
第二个影响发射激光频率的因素是激光器的共振腔。在最简单的激光器中，激光器的共振腔是在增益介质的两端面对面的摆放两块平面镜，这种设计也被称为法布里-珀罗腔。由于光是一种波，它在共振腔两端的平面镜之间反射的时候自身会产生相生和相消干涉，从而在平面镜之间形成驻波，也被称为模式。
这些驻波会产生离散的频率，被称为激光腔的纵模。这些模式是激光共振腔所能允许自发产生并在其间振荡的光波的频率，所有其它频率的光波都因相消干涉而被压制。对于简单的平面镜共振腔来说，共振腔的长度需要是模式对应光波半波长的整数倍，亦即{\displaystyle L=q\lambda /2}，其中{\displaystyle q}是一个整数，被称为模式的阶数。
在实际应用中，镜面间距{\displaystyle L}通常要远远大于波长{\displaystyle \lambda }，因此对应的模式阶数{\displaystyle q}非常大，通常在{\displaystyle 10^{5}}至{\displaystyle 10^{6}}。我们管同一横向模式的相邻的两个阶数为{\displaystyle q}和{\displaystyle q+1}的模式之间的频率间隔叫自由谱距，对与长度为{\displaystyle L}的线性共振腔来说，这个频率间隔{\displaystyle \Delta \nu }为
{\displaystyle \Delta \nu ={\frac {c}{2L}}}
其中{\displaystyle c}为光速，约为{\displaystyle 3\times 10^{8}}米/秒。
采用上面的公式，我们可以计算出对于一个镜面间距为30厘米的小型激光器，其纵模间的频率间隔为0.5吉赫。因此，在上文中给出的两个激光器中，氦氖激光器的带宽为1.5吉赫，因此可以允许3个纵模；而钛掺杂蓝宝石固体激光器的带宽为128太赫，因此可以允许接近256000个纵模。当多于一个纵模的激光被激发的时候，激光器处在多模工作状态，而如果只有一个纵模的激光被激发，激光器被称为处在单模工作状态。
每一个单独的纵模也有其自身的带宽，其频率仍然处在一个很窄的区间上。这个带宽由共振腔的品质因数决定，通常远远小于模式间的频率间隔。

## 锁模理论
在一个简单的激光器中，这些模式都是独立的振荡的，因此模式之间没有固定地关系，就好像一组彼此独立、频率稍有不同的激光从激光器中同时射出一样。每一束光的相位都没有固定，而且相位可能因为各种原因产生随机的变化，例如激光器的工作材料的温度变化等等。在只有很少的几个振荡模式的激光器中，模式之间的干涉会产生激光输出的拍频现象，这会引起激光强度的随机波动。而在具有成千上万个模式的激光器，这些干涉现象会平均起来产生近似常数的输出强度，这种激光的工作方式被称为连续波。
如果不允许模式独立振荡，而是要求每个模式与其他模式之间保持固定的相位，激光输出就会有很大的不同特点。这时的输出强度不再是随机性的变化或者近似为常数，而是由于不同模式的激光周期性的建立起相生干涉，导致产生脉冲激光。这样的激光器被称为锁模或者锁相。这些激光脉冲的时间间隔为τ = 2L/c，其中τ是激光往返共振腔所需的时间。这个时间对应的激光器模式之间的频率间隔，也就是Δν = 1/τ。
脉冲的持续时间由同相振荡的激光的纵模数量决定。在现实的激光器中，并不是所有的激光纵模都会被锁相。如果相位锁定的模式数量为N，频率间隔为Δν，那么总的锁模激光带宽为NΔν，带宽越宽，激光发出的脉冲持续时间越短。在现实中，实际的脉冲持续时间还受到脉冲波形的影响，这个波形是由每个纵模的振幅与相位之间的关系决定的。例如，对于一个产生的脉冲时域波形为高斯形状的激光器来说，其最短的脉冲持续时间Δt为
{\displaystyle \Delta t={\frac {0.44}{N\Delta \nu }}.}
其中的常数0.44被称为脉冲的时间带宽积，是一个与脉冲形状有关的常数。对于超短时间激光脉冲，其脉冲形状通常认为是双曲正割平方（sech2），此时的时间带宽积为0.315.
通过这个等式，我们可以根据激光的频谱宽度计算出最短的脉冲持续时间。对于氦氖激光器，其频谱带宽为1.5吉赫，而它在这个带宽下所能产生的最短高斯形状脉冲大约是300皮秒，而对于钛掺杂蓝宝石固体激光器，它的带宽对应的脉冲持续时间将仅有3飞秒。这些数值表示的根据激光的带宽理论上所能产生的最短持续时间，而在实际的锁模激光中，脉冲持续时间还受到其它各种因素的影响，如真实的脉冲形状、激光腔的色散等等。
需要注意的是，从理论上说，随后的调制会进一步缩短脉冲的持续时间，然而频谱的宽度将会相应的增加。

## 锁模方法
激光锁模的技术基本上可以分为有源和无源两种。有源方法通常需要引入一个外部信号来调制腔内的光波，而无源方法不需要引入外部信号，但是需要在激光腔内放置某种元件，以引发光波的自调制。

### 有源锁模
为了锁定激光振荡模式，可以在激光腔内放置一个声光调制器，这就是最常用的有源锁模技术。在使用电信号驱动的时候，这个技术会在激光腔内产生一个正弦幅度调制的光波。如果我们在频域内考虑，如果一个模式的光学频率为ν，幅度调制的频率为f，那么得到的信号的光学频率包含两个分量，ν − f 和 ν + f。如果调制器的驱动频率与激光腔模式间的频率间隔Δν相同，那么产生的这两个边带将和原始模式相邻的两个模式频率重合。由于这两个边带的信号同相，中心模式和相邻模式将被同时锁相。进一步的对调制器的操作会将 ν − 2f 和 ν + 2f锁定同相，如此继续下去，直到增益带宽内的所有模式都被锁定。但是如前面对激光器进行的描述，典型的激光器采用的是多模工作的方式，而且也不是由一个根模式所激发。因此多模式需要知道使用哪个相位。
这个过程也可以放在时域过程中考虑。我们可以把幅度调制器想像成为插在激光腔中的一个快门，而激光在激光腔两端反射时都会需要通过快门。快门在关闭的时候会对光造成衰减，而在打开的时候会让其通过。如果调制频率f和激光往返腔的时间τ同步，那么仅仅有一个单独的光脉冲在腔间振荡。调制的强度实际上不需要非常大，即使快门在关闭的时候仅仅将光强衰减1%，就足够使激光锁模，这是因为激光会在激光腔内往返，不断的穿越调制器，从而不断的被衰减。
和幅度调制有源锁模相关的技术是频率调制锁模，这种技术利用的调制设备是基于光电效应设计的。当将这种调制器放置在激光腔内并用电信号驱动的时候，它会是光线穿过它的时候产生很小的、正弦变化的频移。如果频移与往返激光腔的时间匹配，那么在激光腔内的一部分光将会不停地被向上频移，而另一部分不停地向下频移。重复很多次以后，上移的光和下移的光会超出激光器的增益带宽。因此，只有在穿越调制器是其频移为0的那部分光才会被保留下来，这会形成很窄的光脉冲。
第三种有源锁模方法是同步锁模，或称同步泵浦。在这种技术中，激光的能量源自身被调制，从而可以有效的控制激光开关以产生脉冲。一般来说，泵浦源本身是另一束锁模激光。这种技术需要准确的匹配泵浦光和被驱动的激光腔长度。

### 无源锁模
无源锁模不需要向激光器引入外部信号（如调制器的驱动信号等等）来产生脉冲，它们通常是使用激光腔中的光波来引起激光腔内某个元件的变化，而这个元件的变化又会引起腔内光的变化。通常使用的的元件是一个饱和吸收体。这个元件会在是一种透射率与光强相关的的器件。这意味着这个器件会在光线通过时依据光线的不同强度而有不同的表现。对于无源锁模来说，理想的饱和吸收体会将低强度的光吸收，而在光强足够高时让其穿过。
当将饱和吸收体放置在激光腔中的时候，低强度的激光会被衰减，然而由于未锁模的激光的强度具有随机变化，随机产生的光强会足够大从而能够透射出饱和吸收体。由于光在激光腔中振荡，这个过程不停地重复，使得高强度的激光被放大，而低强度的光被吸收。振荡很多次以后，就会产生一系列的光脉冲，而激光也被锁模。
如果在频域内考虑，如果一个模式的光学频率为ν，它的幅度调制频率为nf，那么得到的信号的边带光学频率为ν − nf 和 ν + nf，从而引起短脉冲的更强的模式锁定，而且比有源锁模更加稳定。然而无源锁模会有启动的问题。
通常饱和吸收体是液态的有机染料，也有一些是使用掺杂晶体和半导体。半导体吸收器的响应时间非常短，大约只有100飞秒，而这个时间是决定无源锁模脉冲时间的重要因素。在碰撞脉冲锁模激光器中，吸收器会使脉冲的起始边缘更为陡峭，而激光介质会使结束边缘更陡峭。
特别的说，石墨烯可以在从可见光到近红外光的范围内被饱和，而与单壁碳纳米管相比，它的不饱和损失更小、损坏阈值也更高。
还有一些无源锁模技术不需要使用这种吸收率与强度相关的材料。这些方法通常在激光腔内放置具有非线性光学效应的元件，以选择性的放大腔内的高强度光、衰减低强度的光。最成功的一种技术称为克尔透镜锁模，也被称为自锁模。这种技术利用了非线性光学中的克尔效应使高强度的光与低强度的光有不同的聚焦特点。通过精心设计在共振腔内放置一个光圈，可以使这种技术具有比饱和吸收体更短的反应时间。